# Zahodna Dvina (mesto)
Zahodna Dvina (rusko: За́падная Двина́) je mesto v severozahodnem delu Rusije , je administrativni center Zahodnodvinskega rejona, ki se nahaja na skrajnem zahodu Tverske oblasti.
Po ocenah nacionalne statistične službe je v mestu leta 2014 živelo 8.630 prebivalcev.

## Zemljepis
Mesto Zahodna Dvina se nahaja v zahodnem delu Tverske oblasti, na področju Valdajske planote. Do glavnega mesta oblasti Tvera je 320 km. Mesto leži na obalah reke Zahodne Dvine.

## Zgodovina
Naselje Zahodna Dvina se je razvilo okoli istoimenske železniške postaje odprte leta 1900. Leta 1927 naselje pridobi administrativni status delavskega trga, deset let pozneje leta 1937 je trg preoblikovan v mesto rejonske subordinacije (drugostopenjsko mesto).
Pozneje je mesto z okolico večkrat spreminjalo svoj status in administrativni položaj. V okviru združitve z delom Nelidovskega distrikta 13. februarja 1963 je bil ustanovljen Zahodnodvinski ditrikt, z administrativnim centrom v mestu Zahodna Dvina. Distrikt je bil vključen v Kalininsko oblast in po preimenovanju Kalinina v Tver leta 1990 v Tversko oblast.
V času druge svetovne vojne med 6.oktobrom 1941 in 21. januarjem 1942 je bilo mesto okupirano s strani nemške vojske.

## Demografija
Po podatkih popisa prebivalstva iz leta 2010 je v mestu živelo 8.845 prebivalcev, medtem, ko je ocena za leto 2014, da je v mestu živelo 8.630 prebivalcev in za leto 2017, da je v mestu živelo 8.249 prebivalcev. Po številu prebivalcev 1. januarja 2018 je bilo med 1113 mesti v Rusiji mesto uvrščeno na 999. mesto..
Gibanje števila prebivalcev od leta 1926 prikazuje naslednja razpredelnica:
| 1926 | 1931 | 1939 | 1959 | 1970  | 1979  | 1989  | 1992  | 1996  | 1998  | 2000  | 2001  | 2002  | 2003  | 2005 | 2006 | 2007 | 2008 | 2009 | 2010 | 2011 | 2012 | 2013 | 2014 | 2015 | 2016 | 2017 |
| 2019 | 2300 | 7512 | 8994 | 10052 | 10316 | 11566 | 11400 | 11500 | 11400 | 11200 | 11100 | 10012 | 10200 | 9600 | 9400 | 9300 | 9200 | 8995 | 9378 | 9400 | 9045 | 8841 | 8630 | 8467 | 8347 | 8249 |

## Ekonomija
Mesto Zahodna Dvina je s sklepom Vlade Ruske federacije št. 1398-r z dne 29. julija 2014 "O odobritvi seznama enotnih mest" vključeno v kategorijo "Monoprofilni občinski subjekti Ruske federacije (enoproizvajalska mesta) z najtežjim socialnim in gospodarskim položajem".

### Industrija
Gospodarstvo Zahodne Dvine in okrožja temelji na lesno predelovalni industriji in kmetijstvu, ki sta pa tudi v težavah. Od leta 2010 v mestu deluje tudi mlekarna.

### Prometna povezanost
Železnica, ki povezuje Moskvo in Rigo prek Rževa, poteka skozi Zahodno Dvino. Med mesti obstaja potniški železniški promet. Avtocesta M9, ki povezuje Moskvo z Rigo, poteka severno od  Zahodne Dvine. Proti Ostaškovu prek Andreapola je zgrajena asfaltirana cesta. Z okoliškimi kraji je Zahodna Dvina povezana z avtobusnim prometom s središčem v mestu.

### Infrastruktura
V mestu delujejo kulturno-zabavni center, zabaviščni park, fitnes center. V mestu je tudi večnamenska športna dvorana.
12 km južno od mesta deluje rekreacijski center Muhino, ki je primeren za pripravo športnikov v poletnih in zimskih športih, tako profesionalnih kot amaterskih.